# Iuput II
Iuput II es un controvertido faraón de la dinastía XXIII; rey de Leontópolis en el Bajo Egipto de c. 754 a 715 a. C. 
Es hijo de Rudamon y ejerce un limitado poder en Leontópolis y Tebas. 
En 747 a. C. se forman tres nuevos reinos, además del de Tanis y Leontópolis: 
- Heracleópolis Magna, instaurado por Paieftyauembastet, yerno de Rudamon, que adopta la titulatura real.
- Hermópolis Parva, fundado por Nimlot III, en el Bajo Egipto (Delta)
- Licópolis, creado por Padimenti.

Egipto cuenta en esta época con no menos de cinco gobernantes que apenas reconocen a los grandes dirigentes de la provincia del norte. 
Iuput II va a aliarse con Osorkon IV (dinastía XXII), luego con Tafnajt (dinastía XXIV), para intentar detener el avance del rey de Napata, Pianjy (dinastía XXV), que organiza la invasión kushita. 
Después de Iuput quizá reinaría en Leontópolis Sheshonq VI, pero su existencia es más que dudosa. 

## Testimonios de su época
- Bajorrelieve representando al faraón (Brooklyn Museum)
- Una inscripción en un pectoral con el nombre shesh; no obstante puede tratarse de una mención a Sheshonq III.

## Titulatura
| Titulatura | Jeroglífico | Transliteración (transcripción) - traducción - (referencias) |

| N5 | F12 | U4 | D36 · X1 |

| N5 | F12 | U4 | D36 · X1 |

| N5 | F12 | U4 | D36 · X1 |

| N5 | F12 | U4 | D36 · X1 |

| N5 | F12 | U4 | D36 · X1 |

| N5 | F12 | U4 | D36 · X1 |

| N5 | F12 | U4 | D36 · X1 |

| N5 | F12 | U4 | D36 · X1 |

| N5 | F12 | U4 | D36 · X1 |

| N5 | F12 | U4 | D36 · X1 |

| N5 | F12 | U4 | D36 · X1 |

| N5 | F12 | U4 | D36 · X1 |

| N5 | F12 | U4 | D36 · X1 |

| N5 | F12 | U4 | D36 · X1 |

| N5 | F12 | U4 | D36 · X1 |

| N5 | F12 | U4 | D36 · X1 |

| M17 | Y5 · N35 · N36 | W1 | G38 | E9 | G43 | Q3 · X1 |

| M17 | Y5 · N35 · N36 | W1 | G38 | E9 | G43 | Q3 · X1 |

| M17 | Y5 · N35 · N36 | W1 | G38 | E9 | G43 | Q3 · X1 |

| M17 | Y5 · N35 · N36 | W1 | G38 | E9 | G43 | Q3 · X1 |

| M17 | Y5 · N35 · N36 | W1 | G38 | E9 | G43 | Q3 · X1 |

| M17 | Y5 · N35 · N36 | W1 | G38 | E9 | G43 | Q3 · X1 |

| M17 | Y5 · N35 · N36 | W1 | G38 | E9 | G43 | Q3 · X1 |

| M17 | Y5 · N35 · N36 | W1 | G38 | E9 | G43 | Q3 · X1 |

| M17 | Y5 · N35 · N36 | W1 | G38 | E9 | G43 | Q3 · X1 |

| M17 | Y5 · N35 · N36 | W1 | G38 | E9 | G43 | Q3 · X1 |

| M17 | Y5 · N35 · N36 | W1 | G38 | E9 | G43 | Q3 · X1 |

| M17 | Y5 · N35 · N36 | W1 | G38 | E9 | G43 | Q3 · X1 |

| M17 | Y5 · N35 · N36 | W1 | G38 | E9 | G43 | Q3 · X1 |

| M17 | Y5 · N35 · N36 | W1 | G38 | E9 | G43 | Q3 · X1 |

| M17 | Y5 · N35 · N36 | W1 | G38 | E9 | G43 | Q3 · X1 |

| M17 | Y5 · N35 · N36 | W1 | G38 | E9 | G43 | Q3 · X1 |

| Predecesor: Rudamon | Faraón Dinastía XXIII | Sucesor: Tafnajt |

- Datos: Q533344
- Multimedia: Iuput II / Q533344